# Pica-pau-amarelo
O pica-pau-amarelo (nome científico: Celeus flavus), também chamado ipecutauá, é uma ave piciforme da família dos picídeos (Picidae). Sua sistemática suscita debates a respeito do número de subespécies que possui. É endêmica da América do Sul, onde está presente desde a Colômbia até a Bolívia e amplas porções do Brasil. Habita áreas florestadas, onde alimenta-se de formigas, cupins, frutos e sementes.

## Etimologia
Ipecutauá é oriundo do termo tupi ïpe'ku ta'wá, que significa "pato amarelo". O nome genérico Celeus é uma forma latina derivada do grego keleos (κελέος), "pica-pau verde", enquanto o epíteto específico flavus significa "amarelo, dourado".

## Taxonomia e sistemática
O pica-pau-amarelo foi originalmente descrito por Philipp Ludwig Statius Müller em 1776, sob o nome Crocomorphus flavus. O gênero Crocomorphus era monotípico. Mais adiante, Charles B. Cory (1919) e Pinto (1937) transferida a espécie ao gênero Celeus. O Comitê Ornitológico Internacional (COI) atribui duas subespécies ao pica-pau-amarelo: a nominal C. f. flavus (Statius Muller, 1776) e C. f. subflavus (Sclater & Salvin, 1877). Até 2014, o COI havia incluído mais duas subespécies, C. f. peruvianus (Cory, 1919) e C. f. tectricialis (Hellmayr, 1922), mas naquele ano as fundiu na nominal. No início de 2023, a taxonomia de Clements e o Manual de Aves do Mundo da BirdLife International mantiveram todas as quatro subespécies. Grantsau (2010) reconheceu uma quinta subespécie,  C. f. inortatus, que é tratada como táxon inválido por Winkler et al (2020). As subespécies "se intergradam extensivamente, produzindo numerosos intermediários, e em grande parte de sua distribuição, muitos indivíduos [são] impossíveis de atribuir a uma raça específica; os limites geográficos fornecidos são, portanto, um tanto arbitrários."

## Distribuição e habitat
As quatro subespécies do pica-pau-amarelo distribuem-se da seguinte forma:
As subespécies de pica-pau-amarelo que ocorrem distribuem-se da seguinte forma:
- C. f. flavus – ocorre no leste da Colômbia, sudoeste e nordeste da Venezuela, Guianas, leste do Equador, norte da Bolívia e no oeste do Brasil, estendendo-se ao sul até o estado do Mato Grosso. De acordo com Grantsau (2010), no Brasil, sua ocorrência se restringe à região ao norte do rio Amazonas.
- C. f. tectricialis – presente no nordeste do Brasil, especialmente no estado do Maranhão.
- C. f. subflavus – distribuía-se originalmente do estado de Alagoas ao norte do Espírito Santo. Atualmente, os registros limitam-se a três localidades na Bahia e uma no Espírito Santo, estando extinta em Alagoas e Sergipe.
- C. f. peruvianus – ocorre no leste do Peru, norte da Bolívia e oeste do Brasil, incluindo os estados do Amazonas e Mato Grosso.
- C. f. inortatus – encontrado no norte do Brasil, desde o rio Negro, passando pela margem direita do rio Purus e pela margem direita do baixo rio Beni, estendendo-se para leste até o estado do Pará.[a]

O pica-pau-amarelo está presente nos biomas da Amazônia, Cerrado, Mata Atlântica e Pantanal, nas sub-bacias do Araguaia, do Doce, da foz do Amazonas, do Gurupi, do Itapecuru, do Jequitinhonha, do litoral do Amapá, Bahia e Espírito Santo, do Madeira, do Mearim, do Negro, do Paraguai 01, 02 e 03, do Paranaíba, do Paraná RH1, do Alto Parnaíba, do Paru, do Purus, do Solimões, do Tapajós, do Alto e Baixo Tocantins, do Trombetas e do Xingu. Habita floresta úmida, às vezes próximo à água. Frequenta floresta tropical, como várzea e floresta pantanosa, bordas de mata, floresta de galeria, manguezais, matas deciduais, florestas abertas e de crescimento secundário. Também ocupa habitats secundários como plantações de cacau. Ocorre desde planícies a 700 metros de altitude, mas principalmente abaixo dos 400 metros.

## Descrição
O pica-pau-amarelo mede cerca de vinte e quatro a vinte e sete centímetros de comprimento (9,4 a onze polegadas). A subespécie nominal pesa entre noventa e cinco e cento e trinta e um gramas (3,4 a 4,6 onças), enquanto C. f. subflavus pesa cerca de duzentos gramas (sete vírgula uma onças). Todas as subespécies são predominantemente amareladas, com uma crista longa e uma cauda preta. A coloração amarelada varia entre os indivíduos, do amarelo-creme claro ao amarelo-enxofre e, ocasionalmente, branco-canela. Os machos adultos apresentam uma faixa malar vermelha brilhante; as fêmeas não possuem essa marca vermelha. O bico dos adultos é amarelado, a íris é vermelha ou marrom-avermelhada, e as patas variam do cinza-escuro ao cinza-esverdeado. Os juvenis assemelham-se aos adultos, mas geralmente apresentam uma coloração mais bege ou tendem ao bege-canela.
As subespécies diferem principalmente no tamanho e na coloração das asas. As penas de voo da subespécie nominal são marrons, com muitas penas castanho-avermelhadas e também pretas. As coberteiras das asas são geralmente marrons ou marrom-avermelhadas. A subespécie C. f. peruvianus é ligeiramente maior que a nominal, e suas penas de voo substituem a maior parte das penas ruivas por marrons. A subespécie C. f. tectricialis tem aproximadamente o mesmo tamanho da nominal, com coberteiras das asas predominantemente marrons e muito menos ruivas nas penas de voo. A subespécie C. f. subflavus é a maior de todas; grande parte de sua plumagem corporal apresenta bases marrons largas, as coberteiras das asas são muito amarela7das e suas penas de voo não possuem coloração ruiva.

## Comportamento
O pica-pau-amarelo é uma espécie não migrante. Alimenta-se de formigas (Crematogaster) e cupins (isópteros), além de frutas e sementes. Forrageia sozinho, em duplas ou pequenos grupos de até quatro indivíduos, e não demonstra timidez. Explora principalmente as partes baixas e médias da vegetação, mas também atinge a copa das árvores, onde passa bastante tempo invadindo ninhos arbóreos de formigas e cupins. Ocasionalmente desce ao solo e é visto com frequência em áreas abertas. Vocaliza com uma risada aguda e distinta, descrita como wutchuk kee-hoo-hoo-hoo, pueer, pueer, purr, paw ou variações semelhantes, geralmente com uma nota final mais grave. Também emite sons como kiu-kiu-kiu-kiu ou whéejah, às vezes repetidos, especialmente durante interações entre vários indivíduos. Suas chamadas de voo são mais agudas e menos ásperas do que as do pica-pau-chocolate (Celeus elegans). Na Colômbia, o período reprodutivo ocorre entre abril e junho, podendo começar um pouco antes na Venezuela. Um vídeo de comportamento de acasalamento foi registrado em fevereiro, no Suriname. Informações sobre o ninho e outros aspectos da reprodução ainda parecem não estar documentadas.

## Conservação

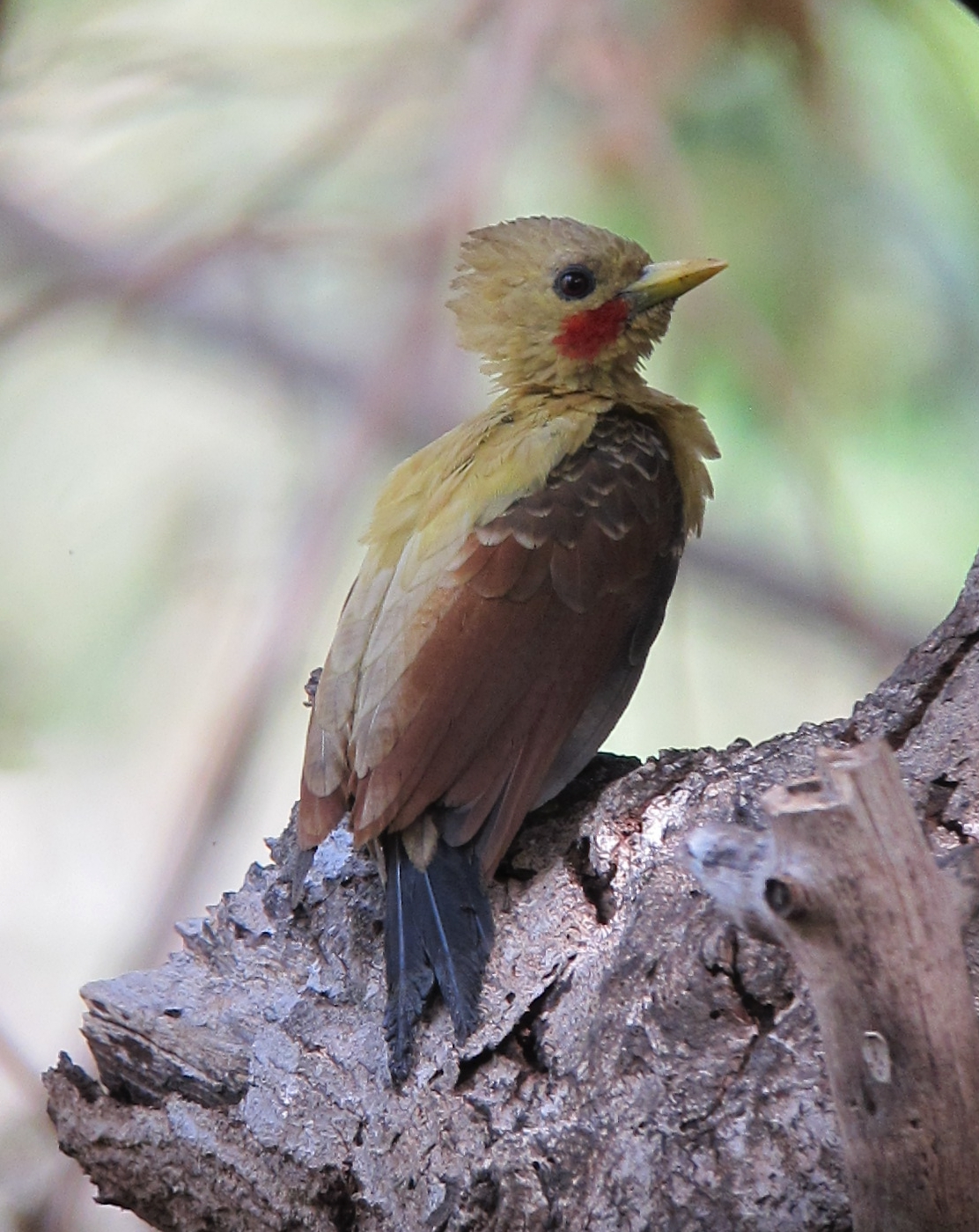
Fêmea avistada em Puerto Carreño, em Vichada, na Colombia

A União Internacional para a Conservação da Natureza (UICN) classifica o pica-pau-amarelo como pouco preocupante (LC), pois ocorre numa distribuição extremamente grande e não se aproxima dos limiares para Vulnerável sob o critério de tamanho de distribuição (segundo a IUCN, extensão de ocorrência < 20 mil quilômetros quadrados combinada com um tamanho de distribuição decrescente ou flutuante, extensão/qualidade do habitat ou tamanho populacional e um pequeno número de locais ou fragmentação severa). Sabe-se que suas populações estão em tendência decrescente, mas o declínio não é suficientemente rápido para se aproximar dos limiares para vulnerável (> 30% de declínio ao longo de dez anos ou três gerações) e sua população é muito grande, o que igualmente descaracteriza a classificação como vulnerável (< 10 mil indivíduos maduros com um declínio contínuo estimado em > 10% em dez anos ou três gerações, ou com uma estrutura populacional especificada). O tamanho da população global do sabiá-da-mata não foi quantificado, mas é assumido que esteja estável.
No Brasil, em 2005, foi classificado como criticamente em perigo na Lista de Espécies da Fauna Ameaçadas do Espírito Santo; em 2010, como criticamente em perigo na Lista de Espécies Ameaçadas de Extinção da Fauna do Estado de Minas Gerais; em 2017, como em perigo na Lista Oficial das Espécies da Fauna Ameaçadas de Extinção do Estado da Bahia; e em 2018, como pouco preocupante na Lista Vermelha do Livro Vermelho da Fauna Brasileira Ameaçada de Extinção do Instituto Chico Mendes de Conservação da Biodiversidade (ICMBio). A subespécie Celeus flavescens subflavus está ameaçada pela perda e degradação do habitat provocadas por desmatamento, corte seletivo, queimadas, conversão em pastagens e silvicultura, o que justificou sua classificação como criticamente em perigo (CR). No entanto, à espécie como um todo, não foram identificadas ameaças significativas que possam levá-la ao risco de extinção em um futuro próximo.

### Áreas de conservação
O pica-pau-amarelo está presente em várias áreas de conservação:
Áreas de Proteção Ambiental (APA)
- Baixada Maranhense
- Reentrâncias Maranhenses
- Presidente Figueiredo - Caverna do Moroaga
- Upaon-Açu / Miritiba / Alto Preguiças
- Arquipélago do Marajó
- Igarapé São Francisco
- Ilha do Bananal/cantão
- Margem Esquerda do Rio Negro – Setor Aturiá-Apuauzinho
- Margem Esquerda do Rio Negro – Setor Tarumã Açu-Tarumã Mirima
- Xeriuini

Estações Ecológicas (ESEC)
- Terra do Meio
- Maracá
- Taiamã
- Jutaí-Solimões
- Niquiá
- Rio Acre
- Serra Geral do Tocantins

Florestas Nacionais (Flona)
- Carajás
- Caxiuanã
- Tapajós
- Macauã
- Pau-Rosa
- Tapirape-Aquiri
- Tefé
- Trairão

Parques Nacionais (PARNA)
- Amazônia
- Anavilhanas
- Chapada dos Veadeiros
- Emas
- Cabo Orange
- Descobrimento
- Pantanal Mato-Grossense
- Viruá
- Jaú
- Lençóis Maranhenses
- Serra do Divisor
- Serra do Pardo

Reservas Biológicas (Rebio)
- Sooretama
- Guaporé
- Gurupi
- Jaru
- Nascentes da Serra do Cachimbo
- Rio Trombetas
- Tapirapé
- Traçadal

Reservas Extrativistas (Resex)
- Baixo Juruá
- Baixo Rio Branco Jauaperi
- Cazumbá-Iracema
- Lago do Capanã Grande
- Rio Ouro Preto
- Tapajós-Arapiuns
- Rio Gregório

Reservas de Desenvolvimento Sustentável
- Amanã

Reservas Particulares do Patrimônio Natural (RPPN)
- Adão e Eva
- Aldeia Ekinox
- Arara Azul
- Bela Vista
- Fazenda Boa Esperança
- Fazenda Estância Dorochê
- Fazenda Pioneira
- Laço de Amor
- Lote Cristalino
- Nadir Júnior
- Reserva Boca da Mata
- Seringal Assunção
- Sítio Jaquarema
- Sumaúma

Parques Estaduais
- Cantão
- Encontro das Águas
- Rio Negro Setor Norte

Terras Indígenas
- Jarawara/Jamamadi/Kanamati
- Jumina
- Mamoadate
- Mapari
- Médio Rio Negro I
- Munduruku
- Rio Paru Deste
- Wedezé